# Pfiff (Einheit)
Der Pfiff ist ein Volumenmaß und zählt zu den kleinsten Flüssigkeitsmaßen. Vor allem in Bayern und Österreich verbreitet, war es ursprünglich stets die Hälfte der kleinen Maße, die in den Wirtshäusern in der Regel zum Ausschank kamen. Es war zu keinem Zeitpunkt ein gesetzliches Maß, sondern eine volkstümliche Bezeichnung.

## Maßverhältnisse in verschiedenen Regionen
- In Bayern entsprach 1 Seidel 2 Pfiff
- In Salzburg entsprach 1 Mäßel 2 Pfiff[1]
- In Wien hatte ein Pfiff eine Höhe von 4 Zoll und der Durchmesser war 1 Zoll und 9 Linien 1 Punkt, was  8,934 Pariser Kubikzoll Inhalt entsprach.[2] Kleine Abweichungen der Maße sind dem Ändern des Eimers als Maß um 1826 anzulasten:[3] 1 Eimer 40 Maß = 160 Seidel = 320 Pfiff;[4] 1 großer Seidel = 3 Pfiff; 1 Pfiff = 0,177 Liter[5] = 8,934 Pariser Kubikzoll;[6] 2 Pfiff = 1 Seidel = 0,3544 Liter = 17,868 Pariser Kubikzoll.

- In Ungarn hatte die Halbe 2 Seidel (Meszely) mit 4 Rimpel oder Pfiff (Fel meszely). Die Halbe hatte 0,8461355 Liter.[7]

- Der heute vor allem im Westen Österreichs geläufige Pfiff ist nicht genormt und entspricht etwa 0,2 Liter.